# Janko Veselinović

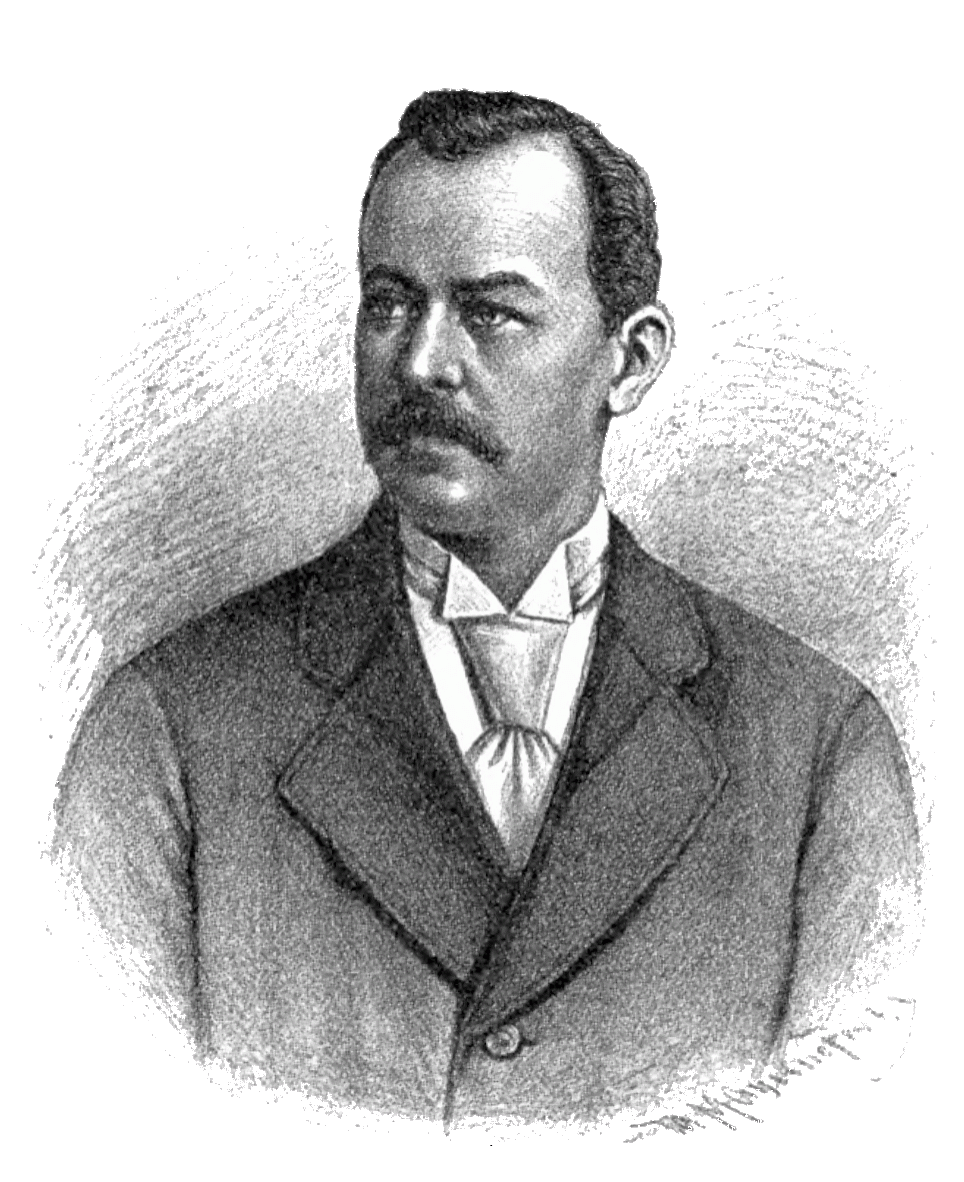
Janko Veselinović kolem roku 1898

Janko Veselinović (v srbské cyrilici Јанко Веселиновић) (1. května 1862, Salaš Crnobarski, Mačva, Srbské knížectví – 14. července 1905, Mačva, Srbské království) byl srbský učitel, redaktor, dramaturg a spisovatel období realismu.

## Život
Jeho otec by farář a štábní důstojník v srbské armádě. Nižší gymnázium absolvoval roku 1878 v Šabci a poté začal studovat na učitelském ústavu v Bělehradě, ale nedokončil jej. Díky nedostatku učitelů mohl ale od roku 1880 působit jako venkovský učitel, nejprve ve Svileuvi, kde se seznámil se svou budoucí manželkou, se kterou se zde roku 1881 oženil. Později vyučoval v obcích Glogovac, Kostur (Pirotský kraj) a v dalších. Jeho neklidný duch jej vedl k tomu, že několikrát své učitelské povolání opustil a věnoval se politice. Byl například starostou obce Koceljeva a několikrát byl pro své politické názory vězněn.
Po propuštění ze státní služby byl od roku 1893 v Bělehradě zástupcem šéfredaktora Srbských novin (Srpske novine). Roku 1894 založil a redigoval vlastní časopis Hvězda (Zvezda). Na čas byl také hercem a dramaturgem srbského Národního divadla. Zemřel roku 1905 na tuberkulózu.
Psát začal již roku 1881 ve Svileuvi, většinu svého díla ale napsal po roce 1890. Jde většinou o idylické obrazy z každodenního selského patriarchálního života v jeho rodném kraji, spojené s realistickým líčením obyčejů a zvyků srbských vesničanů. V některých příbězích se mu podařilo odhalit zvůli byrokracie (povídka Kmet Ilja) i nezáviděníhodné postavení venkovských učitelů (povídka Bílá vrána). Největšího úspěchu dosáhl svým historickým románem Hajduk Stanko (1896, česky také jako Zkrvavený půlměsíc), odehrávajícím se za prvního srbského povstání proti Turkům roku 1804. Celkově je dnes hodnocen jako autor čtivé, jednoduché až naivně realistické prózy, psané prostým lidovým jazykem.

## Dílo
- Слике из сеоског живота (1886–1888, Obrázky z venkovského života), dva díly.
- Борци (1889, Bojovníci), román s politickým námětem, nedokončeno.
- Слике из учитељског живота (1890, Obrázky z učitelského života).
- Бела врана (1890, Bílá vrána), povídka.
- Пољско цвеће (1890–1891, Polní kvítí), deset svazků.
- Кмет Илија (1891, Kmet Ilia), povídka.
- Стари познаници (1891–1896, Staří známí)
- Ђидо (1892, Veselá kopa), divadelní hra z venkovského prostředí.
- Од срца срцу (1893, Od srdce k srdci).
- Рајске душе (1893, Rajské duše).
- Сељанка (1893, Selka), román o životě venkovanky v patriarchální rodině s hojným etnografickým materiálem ale s chudým dějem.[1]
- Божја реч (1894, Boží slovo).
- Потера (1895, Pronásledování), divadelní hra.
- Хајдук Станко (1896, Hajduk Stanko), česky též jako Zkrvavený půlměsíc, román o zápase jihoslovanských junáků proti tureckým utlačovatelům, který na počátku 19. století vyvrcholil v národním srbském povstání. Hlavním hrdinou je Hajduk Stanko, který se staví na odpor obrovské armádě, zadržuje její postup a nakonec se svými druhy hrdinně umírá.
- Приповетке (1896-1899, Povídky), dva díly.
- Jyнaк нaших дaнa (1897–1898), Hrdina našich dnů), nedokončený román z městského prostředí.
- Вечност: народна бајка (1899, Věčnost: národní pohádka)
- Писма са села (1900, Dopisy z vesnice), autobiografie.
- Ceљaк (1901, Sedlák), nedokončený román.
- Мале приче (1902, Malé příběhy), dva díly.

## Česká vydání
- ukázky z jeho obrázků a povídek obsahují antologie Jihoslovanské povídky (František Šimáček, Praha 1890), Drobné povídky (Adolf Synek, Praha 1907) a Srbské povídky (Alois Hynek, Praha 1910).
- Strýc Petr, Josef Barvič, Brno 1896, přeložil Josef Koněrza.
- Malý zpěvák, Josef Richard Vilímek, Praha 1911, přeložil František Sekanina.
- Hajduk Stanko, Bohumil Janda, Praha 1939, přeložil Jaroslav Hubík.
- Hajduk Stanko, Mladá fronta, Praha 1956, přeložili Milena Kirschnerová a Milada Blažková.
- Zkrvavený půlměsíc, Albatros, Praha 1976, přeložil Karel Ráb, pro mládež upravený překlad románu Hajduk Stanko